# Moyynkum
Moyynkum (kazakiska: Moyynqum) är en ort i Kazakstan.   Den ligger i oblystet Zjambyl, i den sydöstra delen av landet, 800 km söder om huvudstaden Astana. Moyynkum ligger 352 meter över havet och antalet invånare är 10 923.
Terrängen runt Moyynkum är mycket platt.  Trakten runt Moyynkum är nära nog obefolkad, med mindre än två invånare per kvadratkilometer. Det finns inga andra samhällen i närheten. Trakten runt Moyynkum består i huvudsak av gräsmarker.